# Strada nazionale 103 Sicilia-Periferica Sicula
La strada nazionale 103 Sicilia-Periferica Sicula era una strada nazionale del Regno d'Italia, che percorreva l'intera costa dell'isola.
Venne istituita nel 1923 con il percorso "Da Messina per il litorale settentrionale a Palermo, da Palermo per Sferracavallo - Alcamo a Trapani - Marsala - Mazara - Castel Vetrano - Girgenti - Terranova - Modica - Spaccaforno - Siracusa - Lentini - Catania - Messina".
Nel 1928, in seguito all'istituzione dell'Azienda Autonoma Statale della Strada (AASS) e alla contemporanea ridefinizione della rete stradale nazionale, il suo tracciato costituì per intero la strada statale 113 Settentrionale Sicula (da Messina a Trapani), la strada statale 115 Sud Occidentale Sicula (da Trapani a Siracusa) e la strada statale 114 Orientale Sicula (da Siracusa a Messina).